# Quốc hoa Trung Hoa Dân Quốc

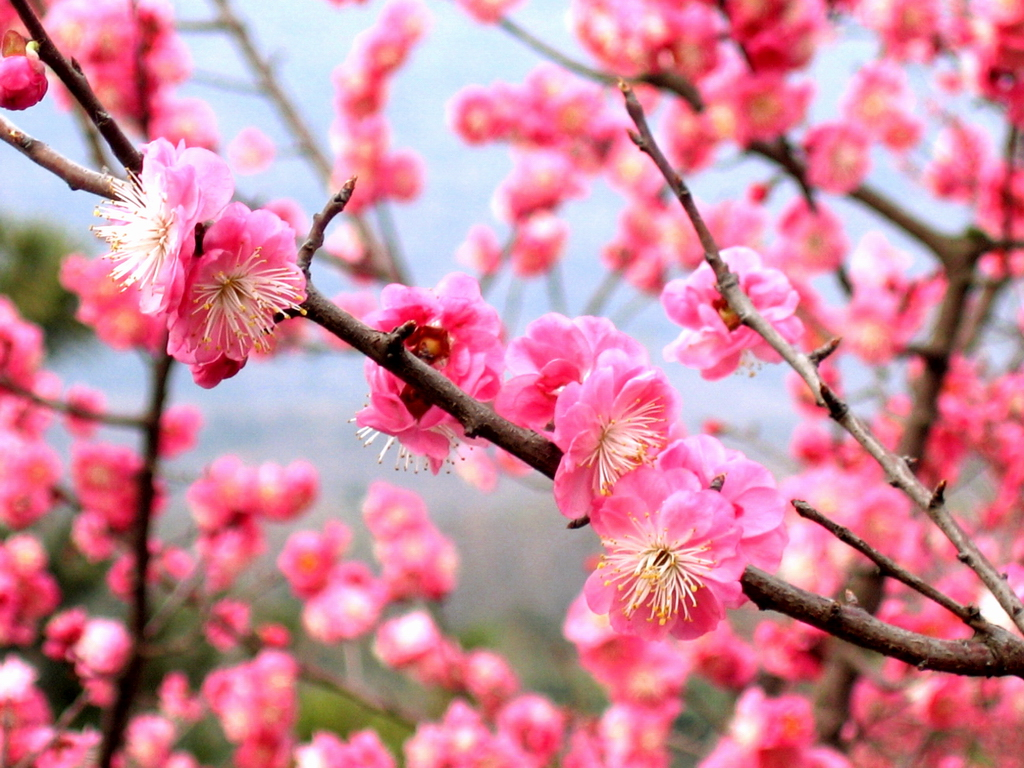
Hoa mai (梅花)

Quốc hoa Trung Hoa Dân Quốc được chính thức chỉ định là hoa mai bởi Hành chính viện của Trung Hoa Dân Quốc vào ngày 21 tháng 7 năm 1964. Hoa mận, được gọi là hoa mai (tiếng Trung: 梅花; bính âm: méihuā), là biểu tượng cho sự kiên cường và kiên trì khi đối mặt với nghịch cảnh, bởi vì hoa mận thường nở rộ rực rỡ nhất ngay cả giữa tuyết mùa đông khắc nghiệt. Vì cây mai thường có thể phát triển trong một thời gian dài, cây cổ thụ được tìm thấy trên khắp Trung Quốc. huyện Hoàng Mai ở Hồ Bắc có cây mai 1.600 năm từ thời nhà Kim vẫn đang ra hoa. Ba nhị hoa tượng trưng cho chủ nghĩa Tam Dân của Tôn Trung Sơn, trong khi năm cánh hoa tượng trưng cho năm nhánh của chính phủ: Hành chính viện, Lập pháp viện, Tư pháp viện, Khảo thí viện và Giám sát viện. Hoa cũng đã được đề xuất là một trong những quốc hoa cho Cộng hòa Nhân dân Trung Hoa.

## Thư viện

Biểu tượng hoa mai Trung Hoa Dân Quốc
Huy hiệu Phủ tổng thống
Cờ Olympic Đài Bắc Trung Hoa
Huy hiệu Đường cao tốc Trung Sơn
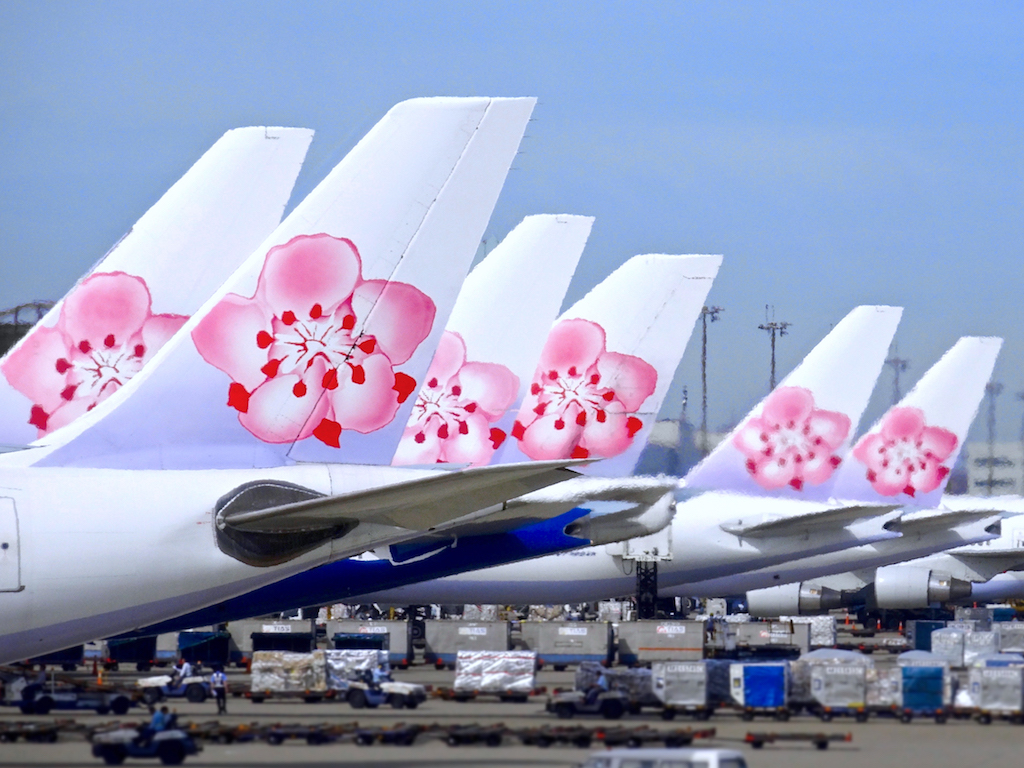
Đuôi máy bay của China Airlines có hình hoa mai